# Polygala trichosperma
Polygala trichosperma är en jungfrulinsväxtart som beskrevs av Carl von Linné. Polygala trichosperma ingår i släktet jungfrulinssläktet, och familjen jungfrulinsväxter. Inga underarter finns listade i Catalogue of Life.